# 5 000 mètres féminin aux championnats du monde d'athlétisme 1995
Navigation
Athènes 1997
L'épreuve du 5 000 mètres féminin des championnats du monde d'athlétisme 1995 s'est déroulée les 10 et 12 août 1995 à l'Ullevi Stadion de Göteborg, en Suède. Elle est remportée par l'Irlandaise Sonia O'Sullivan.
Le 5 000 m féminin se déroule pour la première fois dans le cadre des championnats du monde d'athlétisme, et succède au 3 000 m, disputé de 1983 à 1993.

## Résultats

### Finale
| Rang               | Athlète            | Pays           | Temps          | Notes |
| ------------------ | ------------------ | -------------- | -------------- | ----- |
| Médaille d'or      | Sonia O'Sullivan   | Irlande        | 14 min 46 s 47 | CR    |
| Médaille d'argent  | Fernanda Ribeiro   | Portugal       | 14 min 48 s 54 |       |
| Médaille de bronze | Zahra Ouaziz       | Maroc          | 14 min 53 s 77 |       |
| 4                  | Gabriela Szabo     | Roumanie       | 14 min 56 s 57 |       |
| 5                  | Paula Radcliffe    | Royaume-Uni    | 14 min 57 s 02 |       |
| 6                  | Mariya Pantyukhova | Russie         | 15 min 01 s 23 |       |
| 7                  | Rose Cheruiyot     | Kenya          | 15 min 02 s 45 | WJR   |
| 8                  | Gwen Griffiths     | Afrique du Sud | 15 min 08 s 05 |       |
| 9                  | Sara Wedlund       | Suède          | 15 min 08 s 36 |       |
| 10                 | Elena Fidatov      | Roumanie       | 15 min 12 s 58 |       |
| 11                 | Sally Barsosio     | Kenya          | 15 min 39 s 57 |       |
| 12                 | Michiko Shimizu    | Japon          | 15 min 45 s 30 |       |
| 13                 | Florence Barsosio  | Kenya          | 15 min 56 s 96 |       |
| —                  | Gina Procaccio     | États-Unis     | DNF            |       |
| —                  | Olga Churbanova    | Russie         | DNF            |       |